# Artof Popof
Pour les articles homonymes, voir Popof (homonymie) et Ginzburg.
Artof Popof, né Alexis Ginzburg le 24 janvier 1975 à Moscou et vivant à Paris, est un artiste peintre français, issu de l'art urbain (street art) et du graffiti. Ses œuvres mêlent mots, peinture et collages, sur divers supports.
Peintre urbain, il met en scène les lumières de la ville et de ses architectures industrielles. Souvent, des textes poétiques, créés ou repris et détournés, accompagnent ses œuvres .
Exposant en galeries, il travaille cependant le plus souvent dans des friches artistiques urbaines. 
Fédérateur, il organise également des expositions collectives multi-disciplinaires. 
Il est aussi poète et slameur.
Sa signature est composée de cinq sillons parallèles, comme les cinq lettres de son nom usuel : Popof.

## Biographie
Son père, Alexandre Ginsburg, journaliste dissident russe, fut condamné à dix ans de goulag, notamment pour la publication de recueil poétiques clandestins (Samizdat). Extradé aux États-Unis, sa famille viendra ensuite s’installer à Paris, en 1981. Alexis a alors 6 ans. Il rencontre dès son enfance les artistes du mouvement anticonformiste russe, milieu artistique qu'il continue de fréquenter.
À 13 ans, Alexis commence à graffer dans les rues de Paris. Rapidement, il prend le nom d'Artof Popof, et participe à la création du MAC (collectif de graffeurs) avec Psyckoze, Juan et Kongo . Parallèlement, il se perfectionne à l’École nationale supérieure des beaux-arts de Versailles, en 1999.
Puis il enchaîne les collaborations (avec M. Chat, Jacques Villeglé, Jérôme Mesnager, Paul Chemetov, Psyckoze, Da Cruz, Konstantin Altounine, …). Il participe également à de nombreuses expositions, tout en organisant des sessions slam avec son frère, Sania Ginzburg.
En 2005, il fonde le festival « Traits d’union » aux Studios Albatros de Montreuil (anciens studios Albatros (production), originellement Studios Pathé jusqu'en 1920). Pour sa 5e édition en 2015, cet événement artistique multi-disciplinaire (street art, danse, slam, théâtre, performances, …) a rassemblé 220 artistes exposants et 10 000 visiteurs en 4 jours.
Invité dans le monde entier, Artof Popof est un artiste internationalement reconnu.

## Expositions personnelles et collectives
2016
- Septembre : Fresque Être ange (Pantin)
- Juin : Fresque Hommage à Madeleine Riffaud lors de la Journée de la Résistance (Paris 19e)
- Janvier : Fresque pour Paul Chemetov et Icade (Ivry-sur-Seine)

2015
- Mai : L’Agora, Tunisie

2014
- Été : L’Été du canal
- Avril : Cents papiers (Galerie Me and Moon, Paris 4e)
- Janvier/Mars : Dissidence dans cité, avec Konstantin Altounine (Galerie La Valse, Paris 3e)

2013
- Été : L’Alimentation générale (Paris 11e)
- Été : Punk Paradise (Paris 10e)
- Avril/Mai : Show off (ZIA Montreuil)
- Octobre : Opus Délit Show, exposition collective pour la Fondation Abbé Pierre (Espace Cardin)[9]

2012
- Été : L’Été du canal (Pantin)[10],[11]
- Février/mars : Fresque Manouchian (passage du Surmelin, Paris 20e)[12]

2011
- Septembre : Rue Popof (Galerie Ligne 13)
- Juillet : Transport en commun, exposition collective (Galerie Bohème, Deauville)
- Juillet : La Fabrique du macadam (Saint-Denis)
- Mai : Mix’Art Madinina (à la Fondation Clément, à l’Atrium et au Fond Saint Jacques, en Martinique)
- Mars : L’Être urbain (La Bellevilloise, Paris 11e)
- Avril : Canal Street Art, en présence de Bill Gates[13]

2010
- Juin/juillet: Transport en commun, exposition de sérigraphies (Galerie Pastor Dana, Paris 5e)
- Juin : Art Shopping – 6ème édition, exposition collective et performances (Carrousel du Louvre, Paris 1er)
- Mai/juin : Transport en commun, exposition collective et performance Incubation Artof Popof, Da Cruz, Psyckoze, M. Chat (Grand Hôtel Mercure – Le Touquet).
- Janvier : Gwada Nostra, exposition collective (Galerie Celal, Paris 1er).
- Janvier : GMAC – Grand Marché de l’art contemporain, exposition de toiles et performance graffiti (La Halle Freyssinet, Paris 13e)

2009
- Décembre : Exposition personnelle (Galerie Roy Sfeir, Paris 6e)
- Novembre : Mix’Art, exposition collective et réalisation d’une fresque en avant-première du concert de Kassav (Pointe à Pitre, Guadeloupe)
- Septembre/octobre : Urbain 1er exposition collective sous le haut parrainage de Jacques Villeglé, avec Artof Popof, Arsen, M. Chat, Seen, Quick, Psyckoze (Galerie Matignon, Paris 8e)
- Juin : Street artistes et dessinateurs  BD, exposition collective pour la diversité culturelle. Performance et vente aux enchères (Grand Palais, Paris 8e)

2008
- Octobre : TIG, exposition collective (La Cartonnerie, Paris 20e)
- Septembre : exposition personnelle (La Vache bleue, Paris 19e)
- 2007
- Mars : Quel Touquet !, exposition permanente, commande de 21 toiles grands formats (Grand Hôtel Le Touquet)
- Janvier : Pensées et Pansements, exposition personnelle (Communauté de communes de Limours, Bris sur Forges).

2005
- Août : Galerie Proformarte, exposition personnelle (Bayonne)
- Juin : La Fonderie, exposition personnelle (Bagnolet)
- Janvier : Grand marché d’art contemporain de Bercy, exposition  personnelle (Paris 12e)

2004
- Mai : Grand marché d’art contemporain de Bercy, exposition personnelle (Paris 12e)
- Février : La Fonderie, exposition personnelle (Bagnolet)
- Janvier : Le Barbizon, exposition personnelle et performance (Paris 13e)

2003
- Avril/mai : Grand marché d’art contemporain de Bercy, exposition  personnelle, (Paris 13e)

2001
- Mai : Le Moulin de Brainans, exposition personnelle (Jura)
- Mars : Airbrush Show, exposition personnelle (Milan)
- Février/Mars : Hors contours, exposition collective (Montreuil 93)
- Février : Centre culturel Jean Houdremont, exposition collective MAC (La Courneuve)

2000
- Juillet : Centre des arts et de la culture de Niort, exposition collective MAC (Niort)
- Juin : Open Mind, New Morning (club), exposition collective  MAC (Paris 10e)

1999
- Septembre : O.P.A Bar (Paris 12e)
- Mars : Espace Confluence, exposition collective M.A.C/Decadix  (Paris 20e)

## Organisation d'événements artistiques
Les expositions « Traits d'union » sont des événements artistiques collectifs annuels réunissant les artistes et créateurs proches d'Artof Popof : peintres, sculpteurs, installateurs, poètes et activistes, slameurs, chanteurs et musiciens, et techniciens. Tous les événements « Traits d'union » ont été organisés aux Studios Albatros, espace artistique situé à Montreuil (Seine-Saint-Denis) et espace mythique[non neutre] abritant dès 1900 les premiers studios Pathé.
- Novembre 2015 : exposition « Traits d'union - Être ange » (Studios Albatros, Montreuil)[7] : 300 exposants et artistes, et autour de 10 000 visiteurs.
- Octobre 2014 : exposition « Traits d'union - Électricité » (Albatros, Montreuil) : 220 exposants et artistes.
- Octobre 2013 : exposition « Traits d'union - Piétons Passage » (Albatros, Montreuil) [2]: 170 exposants et artistes.
- Octobre 2012 : exposition « Traits d'union - Rencontre d’émotions » (Albatros, Montreuil) : 60 exposants et artistes.
- 2005 : 1re exposition « Traits d'union » aux Studios Albatros de Montreuil : 20 exposants et artistes.
- De 2002 à 2004 : organisation d'expositions et de sessions slam avec son frère, Sania Ginzburg, au squat artistique de La Fonderie à Bagnolet [14].